# Dinastia Vishnukundina
La dinastia Vishnukundina (Viṣṇukundina) fou un poder reial indi que controlava el Dècan, Orissa i parts de l'Índia del sud durant els segles v i vi, dominant terres que havien estat de la dinastia Vakataka. Va jugar una funció important en la història del Dècan durant els segles V i VI.
Vers el 514, el Vakatakes va ser reduïts a les àrees del modern estat de Telangana. L'àrea al nord del Godavari, Kalinga, esdevingué independent. L'àrea al sud del riu Krishna va caure a mans dels Pal·laves. El regne Vishnukundin va arribar al final amb la conquesta del Dècan oriental pels Chalukya dirigits per Pulakeshin II. El rei Pulakeshin va nomenar al seu germà Kubja Vishnuvardhana com a virrei per governar les terres conquerides. Finalment Vishnuvardhana va declarar la seva independència i va començar la dinastia Chalukya Oriental.

## Origen
"Vishnukundina" és un nom adaptat al sànscrit del original nom Vinukonda. Diversos intents han estat fets pels erudits per descobrir els orígens d'aquesta dinastia, però cap conclusió definitiva ha estat assolida encara. Els primers governants de la dinastia va emigrar cap al de l'oest en recerca de feina i sota els Vakatakes podrien haver assolit la condició de feudataris.
Durant el regnat de Madhava Varma, esdevingueren independents i conqueriren la costa d'Andhra als Salankayanes i podrien haver canviat la seva capital a algun lloc de la costa d'Andhra.

## Cronologia
El govern Vishnukundin podria ser fixat entre el final dels Salankayana i l'emergència del Chalukya Orientals el 624. Alguns historiadors esmenten el regnat dels Vishnukundins entre el 420 i el 624, mentre alguns altres historiadors es limiten a situar-lo entre principis del segle v i el segle VII

### Indra Varma
Segons les plaques de Indra Pala Nagara, Indra Varma és considerat com el primer governant de la dinastia Vishnukundin. Pdoria haver-se creat un petit principat probablement com a subordinat dels Vakatakes en algun moment del darrer quart del segle iv. Va portar el títol de priyaputra. Segons els historiador P.V. Parabrama Shastry, la capital de Indraverma fou Indrapalapuram al districte de Nalgonda al modern estat de Telangana. Indraverma va establir el Ramathirtha shasanam. Poca informació es coneix sobre els següents dos reis, Madhav Varma I i el seu fill Govinda Varma. Podrien haver mantingut intacte l'herència o estendre el seu domini fins a cert punt..

### Madhav Varma II
A la meitat del segle v, la dinastia va començar la seva expansió imperial sota el seu millor governant, Madhav Varma II, que va regnar per gairebé mig segle. El regnat de Madhav Varma (vers 460 – 508) fou una edat daurada en la història dels Vishnukundins. Fou durant aquest període que la petita dinastia Vishnukundin va arribar a nivells imperials. Una princesa de la poderosa família governant llavors al Deccan, els Vakatakes, va ser donada en matrimoni al fill de Madhav Varma, Vikramendra Varma.
Aquesta aliança els va donar gran poder i els va facilitar estendre la seva influència a la costa de l'est sotmetent els petits caps d'aquella àrea. Madhav Varma II va dirigir les seves armes contra els Ananda Gotrikes que governaven sobre Guntur, Tenali i Ongole, probablement gaudint d'una posició subordina sota els Pal·laves de Kanchipuram.
Després d'ocupar aquestes àrees dels Ananda Gotrikes, Madhav Varma II va convertir Amarapura (modern Amaravati) en la seva capital. A causa de l'amenaça constant dels Pal·laves, va crear una posició avançada per vigilar les seves activitats i va nomenar al seu fill, Deva Varma com a virrei; a la mort de Deva Varma el net Madhav Varma III (fill de Deva Varma) va passar a ser virrei.
Madhav Varma II després va dirigir la seva atenció contra el regne Vengi que estava governat pels Salankayanes. El regne de Vengi va ser annexionat. La vall del Godavari esdevingué part del territori Vishnukundin. Després d'aquestes conquestes la capital podria haver estat canviada a Bezwada (Vijayawada), una ubicació més central que Amarapura. Aquestes extenses conquestes li van permetre agafar el títol de senyor del Dakshinapatha (país del sud). Després d'aquestes diverses conquestes, Madhav Varma va efectuar molts Asvamedha, Rajasuya i altre sacrificis vèdics.

### Successors de Madhav Varma II
Les fortunes dels Vishnukundins van estar a baix nivell durant el regnat de següent governant Vikramendra Varma I (vers 508–528). Les següents dos dècades i mitja també van experimentar lluites constants i lluites dinàstiques durant el regnat de Indra Bhattaraka Varma (528–555). Indra Bhattaraka no podria resistir als hostils subordinats Kalinga, i el rei va perdre la seva vida en batalla. Els Vishnukundins van perdre les seves possessions de Kalinga al nord del Godavari.

### Vikramendra Varma II
Amb l'accessió de Vikramendra Varma II (555–569), les fortunes dels Vishnukundin va quedar restaurades. Per tenir un accés immediat a la regió de Kalinga va canviar la seva capital de Bezwada a Lenduluru (mòdem Denduluru a l'oest del districte de Godavari). Va rebutjar l'atac del governant Pal·lava Simhavarman. Va tenir èxit en restaurar les fortunes dels Vishnukundins a la regio de Kalinga. El seu fill Govinda Varma II va gaudir d'un període comparativament curt de govern (569–573).

### Govinda Varma II
L'Imperi Vishnukundin va iniciar altre cop l'expansió imperial i la prosperitat cultural sota el seu eficaç governant Janssraya Madhav Varma IV (573-621). Aquest prudent rei va emprar els seus primers anys de govern en consolidar la seva posició a Vengi. La part final del seu regnat està marcada per guerres i annexions. En el seu 37è any de regnat, va suprimir la revolta del seu subordinat el cap Durjaya Prithvi Maharaja a Guddadivishya (moderna Ramachandrapuram al districte d'East Godavari).
Madhav Varma IV va haver de fer front a l'atac dels Chalukya en el seu darrer anys de govern. Aproximadament el 616, Pulakeshin II i el seu germà Kubja Vishnuvardhana van conquerir Vengi als Vishnukundins i la regió de Pithapuram al seu subordinar Durjayas. El 621 en el seu 48è any de regnat, Madhav Varma va travessar el Godavari probablement per intentar expulsar els Chalukya dels seus territoris. Tanmateix va perdre la seva vida en el camp de batalla. El seu fill Manchana Bhattaraka podria haver estat expulsat pels Chalukya. Per això el final del govern dels Vishnukundin se situa prop del 624.

## País dels Vishnukundin
Van tenir tres ciutats importants, Eluru, Amaravati i Puranisangam.

## Administració
Per comoditat administrativa, l'imperi va ser dividit en un número de Rashtres i Vishayes. Les inscripcions es refereixen a
Palki Rashtra, Karma Rashtra, Guddadi Vishaya, etc.
Madhav Varma III va nomenar membres de la família reial com a virreis per diverses àrees del regne.
El rei era el tribunal més alt d'apel·lació en l'administrador de justícia. Els governants Vishnukundin van establir diverses classes de càstigs per diversos delictes. Van ser coneguts pel seu judici imparcial i alt sentit de la justícia.

### Exèrcit
El seu exèrcit consistia en quatre divisions tradicionals:
- Elefants
- Carros
- Cavalleria
- Infanteria

El Hastikosa era l'oficial al càrrec de les forces d'elefants i el Virakosa era l'agent al càrrec de les forces de terra.
Aquests agents van fer fins i tot donacions en nom dels reis.

### Impostos
Potser hi havia una maquinària administrativa organitzada per recollir els impostos sobre la terra. Pobles agrícoles gaudien d'exempcions d'impostos. Setze tipus de monedes dels governants Vishnukundin han estat trobats pels arqueòlegs.

## Religió
Tots els rècords del Vishnukundins i dels reis previs a Madhav Varma II semblen haver estat patrons de l'Hinduisme.
En el temps d'accessió al tron de Madhav Varma II, es va produir un agressiu repunt del bramanisme vèdic. Elaborades cerimònies vèdiques com Rajasuya, Purushamedha, Sarvamedha i Aswamedha es van poser en vigor. La celebració de tots aquests sacrificis representa l'esperit militant del ressorgiment bramànic. Alguns dels governants es van referir a ells mateixos com 'Parama Mahesvaras'. Les inscripcions es refereixen a la deïtat de la seva família com Sri Parvata Swami.
Els noms dels governants com Madhav Varma i Govinda Varma mostren les seves orientacions vaixnavites (vixnuites). Per això totes dues sectes hindús del Saivisme (xivamisme) i Vaixnavisme (vixnuisme) podrien haver rebut patronatge d'ells per igual.

## Literatura
El Vishnukundins foren també gran patrons de la cultura. Van establir universitats per aprenentatge vèdic. Erudits Bramins van ser animat amb regals de terres; algunes universitats van ser establertes per la propagació dels estudis vèdics. Indra Bhattaraka va establir moltes escoles per impartir educació en literatura vèdica. La representació de diverses cerimònies vèdiques per Madhav Varma és una evidència de la fe dels governants en el Bramanisme i de la popularitat del aprenentatge vèdic pel poble durant aquest període.
Alguns dels reis Vishnukundins van ser considerat autors de diversos llibres. Vikramendra Varma I fou descrit com Mahakavi – gran poeta - en un rècord. Més enllà, una feina poètica incompleta en sànscrit anomenada 'Janasraya Chando Vichiti', va ser atribuïda a Madhav Varma IV que portava el títol de 'Janasraya'. El sànscrit va gaudir del patronatge reial. El Telugu encara no havia crescut fins a un nivell per rebre patronatge reial.

## Art i Arquitectura
Sent gran devots de Siva, els Vishnukundins sembla que foren responsables de la construcció d'un nombre de temples en coves dedicats a Siva. Les estructures de cova a Bezwada (Vijayawada), Mogalrajapuram, Coves de Undavalli i Bhairavakonda van ser datades en aquest període. Encara que alguns d'aquests temples de cova van ser atribuïts al Pal·lava Mahendra Varman I, els emblemes trobats en les coves i les àrees que van estar sota domini dels Vishnukundins durant aquest període clarament mostren que aquests foren contribucions dels Vishnukundins. La cova de quatre nivells a Undavalli i els 8 temples de cova a Bhairavakonda al districte de Nellore mostren clares semblances amb l'arquitectura del període del Pal·lava Mahendra Varman.